# 8-я воздушно-десантная бригада
8-я воздушно-десантная бригада (8-я вдбр) — воинское соединение вооружённых сил СССР, сформированное накануне Великой Отечественной войны; принимала участие в оборонительных боях в Белоруссии и на Брянщине (до сентября 1941 года), а также в Вяземской воздушно-десантной операции. В начале августа 1942 года переформирована в 110-й гвардейский стрелковый полк (38-я гвардейская стрелковая дивизия), при этом командир бригады, Онуфриев, Александр Алексеевич, стал командиром дивизии.

## История
8-я воздушно-десантная бригада была сформирована в соответствии с Постановлением ЦК ВКП(б) и СНК СССР «О новых формированиях в Красной Армии» № 112-459сс от 23 апреля 1941 года. Для формирования бригады был использован личный состав из расформированной «шеститысячной» 231-й стрелковой дивизии, а также 214-й воздушно-десантной бригады. На 22 июня входила в состав 4-го ВДК Западного Особого Военного Округа и располагалась вместе с другими бригадами корпуса в районе Пуховичи (50 км на ю-в от Минска). Организационно в бригаде было 4 парашютно-десантных батальона, а также роты: связи, саперная, зенитно-пулемётная, разведывательно-самокатная, а также артдивизион, школа младшего комсостава и подразделения обеспечения. Штатная численность бригады — 2940 человек.

### Оборонительные бои в Белоруссии
В конце июня 1941 года 4-й воздушно-десантный корпус (7-я и 8-я вдбр) занял оборону на реке Березина, южнее Борисова. 214-я вдбр корпуса 30 июня была выброшена на автомашинах в общем направлении на Глуск с задачей действовать на тылах бобруйской группировки противника и оказалась отрезана; остатки бригады пробились из окружения только в конце августа. 8-я вдбр охраняла переправы возле селения Свислочь. 1 июля 1941 года 4-я танковая дивизия атаковала десантников и захватила плацдарм на восточном берегу Березины, сохранив при этом мост неповрежденным. Командующий 13-й армии, наблюдавший за боем, разрешил отход на реку Клева. Таким образом, у противника появился второй плацдарм на Березине, открывавший дорогу к Днепру. В дальнейшем десантники отступили на реку Сож, где вели тяжёлые и безуспешные бои за город Кричев..
В середине августа 13-я армия, в состав который входила и 8-я вдбр, была полуокружена после поворота 24-го моторизованного корпуса на юг и его стремительного прорыва на Стародуб через Унеча. Десантники прикрывали отход армии; части 45-го стрелкового корпуса, действуя вопреки планам командования, первыми благополучно прорвались между Унечей и Стародубом, где ещё не было сформировано плотное кольцо окружения. Однако этот прорыв встревожил немцев, так что отступавшие следом части 4-го ВДК попали под удар и понесли большие потери. После этого все специалисты-парашютисты из состава 4-го ВДК были отправлены в тыл, а остальной личный состав был передан 6-й стрелковой дивизии. Переформирование 8-й вдбр проводилось с сентября 1941 в районе города Энгельс Саратовской области.

### Вяземская воздушно-десантная операция.

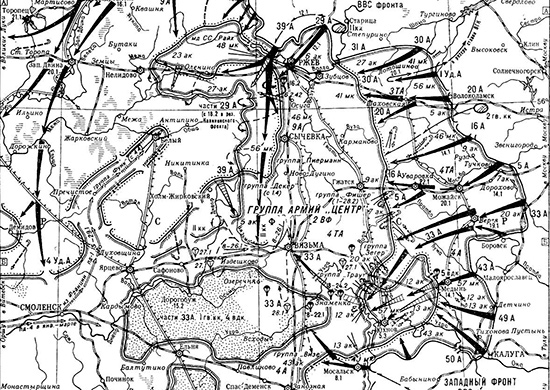
Ржевско-Вяземская наступательная операция. Схема.

В январе 1942 года бригада приняла участие в воздушно-десантной операции 4-го ВДК юго-западнее Вязьмы, цель которой состояла в том, чтобы содействовать войскам Калининского и Западного фронтов в завершении окружения вяземской группировки группы армий «Центр» и полном её разгроме. 8-я вдбр десантировалась первой, в свою очередь, её 2-й батальон высаживался с парашютами в районе деревни Озеречня в качестве передового отряда, задачей которого было подготовить площадку для высадки основных сил бригады. Далее 8-я вдбр должна была захватить рубеж Реброво, Гридино, Березники (~24 км западнее Вязьмы) и не допустить отхода противника из района Вязьмы вдоль дорог Вязьма — Смоленск и Вязьма — Дорогобуж. Предполагалось, что боевые действия в тылу противника продлятся не более 2-3 суток, после чего произойдет соединение с наступающими войсками Западного фронта (33-й армией и 1-м гвардейским кавалерийским корпусом).

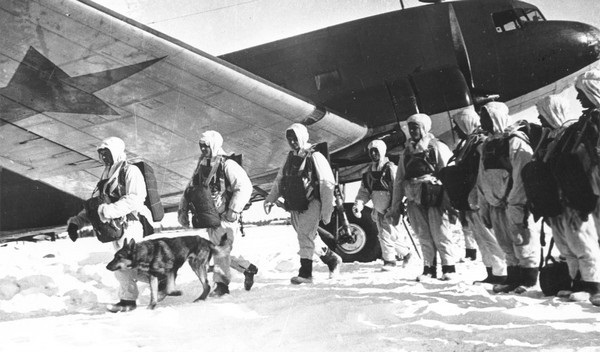
Посадка десантников на самолёт. Собака нужна для того, чтобы находить мины под снегом.

Выброска передового отряда 27 января была произведена неточно (в 20 км от цели), десантники рассеялись по широкой области, связь была потеряна после первой же радиограммы. Поэтому было принято решение, не дожидаясь захвата площадки для высадки, отправить основные силы бригады; в ночь на 28 января было выброшено более 1,5 тысяч человек и тяжёлое вооружение. Однако связи с ними не было, фактически связь удалось установить только 31 января, после выброски командования бригады. Немецкая авиация активно противодействовала советским войскам. В результате её налетов на аэродромах была уничтожена часть самолётов, предназначенная для транспортировки десанта. В итоге за шесть дней, с 27 января по 1 февраля, из 3062 человек было десантировано 2081, а также 120 ручных пулемётов, 72 противотанковых ружья и 20 миномётов 82-мм. К этому моменту ситуация изменилась, противник успешно оборонялся на рубеже Варшавского шоссе, поэтому дальнейшее десантирование 4-го ВДК было прервано (впоследствии он был десантирован в немецком тылу в районе Юхнова). Выброшенные части 8-й вдбр остались изолированными в немецком тылу юго-западнее Вязьмы.

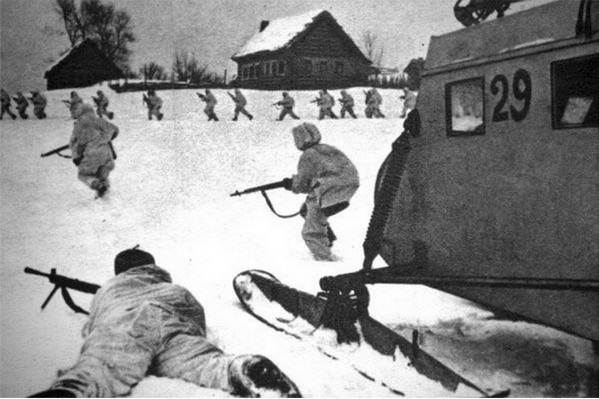
Атака советских десантников на населенный пункт. Справа — мотосани.

Сбор бригады происходил очень медленно, к середине дня 1 февраля 1942 г. в район сбора (деревня Андросово) вышло только 746 человек; было потеряно большое количество выброшенного тяжелого оружия и снаряжения. После выброски части бригады совершали налёты на немецкие гарнизоны в деревнях, устраивали диверсии на железной дороге Вязьма — Дорогобуж и автодорогах. Некоторые группы после выброски долго не могли соединиться со своими частями и присоединялись к партизанским отрядам. 14 февраля диверсионные отряды десантников совместно с партизанами захватили Дорогобуж, а 23 февраля — захватили одноимённую станцию и разрушили железную дорогу. После выхода в район десантирования частей 1-го гвардейского кавкорпуса 8-я вдбр вошла в его подчинение. По приказу командира корпуса бригада атаковала в направлении станции Гредякино, захватила деревни Савино, Дяглево и Мармоново, но 10 февраля была остановлена контратаками немцев. Маршал Г. К. Жуков впоследствии писал: «10 февраля 8-я воздушно-десантная бригада и отряды партизан заняли район Мармоново — Дяглево, где разгромили штаб 5-й немецкой танковой дивизии, захватив при этом многочисленные трофеи». Оценивая действия бригады, в приказе войскам фронта Г. К. Жуков писал: «Ставлю в пример десантную бригаду всем войскам».
Осознав серьёзность угрозы со стороны десанта, немцы перешли к активным действиям; все последующие попытки десантников и кавалеристов овладеть Вязьмой или отрезать вяземскую группировку успеха не имели. К 15 марта боевой состав бригады насчитывал всего 678 человек, из тяжелого вооружения имелось три 82-мм миномёта и один станковый пулемёт. В дальнейшем бригада в составе 1-го гв. кавкорпуса оказывала помощь окруженной 329-й стрелковой дивизии и участвовала в наступлении в районе станции Угра. Возражая в ответ на просьбу вернуть бригаду в состав 4-го ВДК, командир 1-го гв. кавкорпуса указывал, что «бригада является основной ударной силой корпуса». В ночь на 7 апреля 1942 года 8-я вдбр, которая к этому времени из-за понесённых потерь представляла собой скорее усиленный батальон, была возвращена в состав 4-го ВДК, продолжив действовать в немецком тылу. 14 апреля бригада участвовала в наступлении на юг, в направлении на Милятино, с целью соединиться с частями 50-й армии, но после начального успеха наступление было остановлено у деревень Новое и Старое Аскерево, всего в 2 км от наступающих войск 50-й армии. После того, как 26 апреля встречное наступление 50-й армии окончательно выдохлось, десантники отошли на исходные позиции.
В конце мая 1942 года бригада вела оборонительные бои против немецких войск, проводивших операцию «Ганновер» с целью окончательной ликвидации группировки советских войск в тылу группы армий «Центр». По воспоминаниям командира 1-го гв. кавкорпуса П. А. Белова, именно бойцы 8-й вдбр сыграли основную роль в разгроме диверсионного отряда из бывших военнопленных и белогрвардейцев, переодетых в форму РККА и засланных в «партизанский край» с целью разгрома его штаба. После того, как под давлением превосходящих сил противника было принято решение отвести части 4-го ВДК западнее, на соединение с основными силами 1-го гв. кавкорпуса, 8-я вдбр удержала плацдарм на западном берегу реки Угра, восточнее деревни Сорокино. 4-й ВДК переправился на этот плацдарм, в ночь на 28 мая большей частью прорвался из окружения и соединился с частями 1-го гв. кавропуса (которые, впрочем, тоже давно находились в окружении).
4 июня 1942 года было принято решение вывести за линию фронта остатки советских частей, которые с зимы действовали в немецком тылу южнее Вязьмы. При этом накануне, с 29 мая по 3 июня, на усиление было 1 гв. кавкорпуса Белова было десантировано более 4 тысяч человек из состава 23-й и 211-й воздушно-десантных бригад. Десантники и квалеристы, сделав рейд в тылу немцев, вышли к Вашавскому шоссе значительно дальше на юго-запад от предыдущего района своей деятельности (около деревни Денисовка). Однако противник неотрывно следил за всеми перемещениями и своевременно подготовил оборону. В ходе боя 14 июня 8-й вдбр, как и частям 1-го гв. кавкорпуса, прорваться через Варшавское шоссе не удалось. В дальнейшем бойцы 8-й вдбр выходили из окружения отдельно от основных сил 4-го ВДК, совместно с кавалеристами Белова, и завершили выход на несколько дней позже.

### Переформирование
После завершения Вяземской воздушно-десантной операции было принято решение переформировать воздушно-десантные корпуса в гвардейские стрелковые дивизии; 4-й ВДК с 1 по 8 августа был переформирован в 38-ю гвардейскую стрелковую дивизию. 8-я вдбр была преобразована в 110-й гвардейский стрелковый полк. Переформирование проводилось в городе Тейково Ивановской области. После завершения формирования 38-я гвардейская стрелковая дивизия отправилась на Сталинградский фронт, под командованием бывшего командира 8-й вдбр Онуфриева А. А..

## Командование бригады

### Командир бригады
- Онуфриев, Александр Алексеевич, подполковник, полковник (не ранее апреля 1942 года[11])

### Начальник штаба
- Сагайдачный, Николай Иванович, подполковник, погиб 11 февраля 1942, деревня Курдюмово[12] .Похоронен по данным ОБД Мемориал в селе Андреево, Смоленской области[13]
- Дробышевский, Василий Платонович, капитан[14]

### Комиссар
- И. В. Распопов, полковой комиссар[6]